# Nathalie Péchalat
Nathalie Péchalat (Rouen, 22 dicembre 1983) è un'ex danzatrice su ghiaccio francese.
Con il partner Fabian Bourzat ha vinto due medaglie di bronzo ai campionati mondiali (2012 e 2014), due campionati europei (2011 e 2012) e tre campionati nazionali francesi (2009, 2011, 2012). La coppia si è piazzata al secondo posto nel Grand Prix 2010-2011 e al terzo nei Grand Prix 2009-2010, 2011-2012, 2012-2013 e 2013-2014.

## Palmarès
| Internazionali | Internazionali | Internazionali | Internazionali | Internazionali | Internazionali | Internazionali | Internazionali | Internazionali | Internazionali | Internazionali | Internazionali | Internazionali | Internazionali | Internazionali |
| Evento | 2000–01        | 2001–02        | 2002–03        | 2003–04        | 2004–05        | 2005–06        | 2006–07        | 2007–08        | 2008–09        | 2009–10        | 2010–11        | 2011–12        | 2012–13        | 2013–14        |
| --- | -------------- | -------------- | -------------- | -------------- | -------------- | -------------- | -------------- | -------------- | -------------- | -------------- | -------------- | -------------- | -------------- | -------------- |
| Giochi olimpici invernali |                |                |                |                |                | 18°            |                |                |                | 7°             |                |                |                | 4°             |
| Campionati mondiali |                |                |                | 20°            | 19°            | 15°            | 12°            | 7°             | 5°             | 4°             | 4°             | 3°             | 6°             | 3°             |
| Campionati europei |                |                |                |                | 12°            | 11°            |                | 5°             | 4°             | 4°             | 1°             | 1°             | R              |                |
| GP Finale |                |                |                |                |                |                |                | 6°             |                | 3°             | 2°             | 3°             | 3°             | 3°             |
| GP Trophée Eric Bompard |                |                | 9°             | 8°             | 8°             | 5°             | 7°             |                |                | 2°             | 1°             | 2°             | 1°             | 3°             |
| GP Cup of China |                |                |                | 7°             | 7°             |                |                |                |                |                | 1°             |                | 1°             | 1°             |
| GP Cup of Russia |                |                |                |                |                | 5°             |                | 2°             |                |                |                |                |                |                |
| GP NHK Trophy |                |                |                |                |                |                |                |                | 2°             |                |                |                |                |                |
| GP Skate America |                |                |                |                |                |                | 3°             | 2°             |                |                |                | 2°             |                |                |
| GP Skate Canada |                |                | 11°            |                |                |                |                |                | 3°             | 2°             |                | R              |                |                |
| Finlandia Trophy |                |                |                |                |                |                |                |                |                |                | 1°             |                |                |                |
| Nebelhorn Trophy |                |                |                |                |                |                |                |                |                |                | 1°             |                |                |                |
| Universiadi |                |                | 3°             |                | 3°             |                |                |                |                |                |                |                |                |                |
| Internazionali: Junior |                |                |                |                |                |                |                |                |                |                |                |                |                |                |
| Campionati mondiali | 8°             | 6°             |                |                |                |                |                |                |                |                |                |                |                |                |
| JGP Finale |                | 7°             |                |                |                |                |                |                |                |                |                |                |                |                |
| JGP Cina | 2°             |                |                |                |                |                |                |                |                |                |                |                |                |                |
| JGP Francia | 6°             |                |                |                |                |                |                |                |                |                |                |                |                |                |
| JGP Giappone |                | 2°             |                |                |                |                |                |                |                |                |                |                |                |                |
| JGP Paesi Bassi |                | 4°             |                |                |                |                |                |                |                |                |                |                |                |                |
| Nazionali |                |                |                |                |                |                |                |                |                |                |                |                |                |                |
| Campionati francesi | 1° J.          | 1° J.          | 3°             | 3°             | 2°             | 2°             | 2°             |                | 1°             |                | 1°             | 1°             | 1°             | 1°             |
| Master's de Patinage | 1° J.          | 1° J.          | 2°             | 3°             | 1°             | 2°             |                | 2°             | 2°             | 1°             | 1°             |                |                |                |
| Eventi a squadre |                |                |                |                |                |                |                |                |                |                |                |                |                |                |
| Giochi olimpici invernali |                |                |                |                |                |                |                |                |                |                |                |                |                | 6° S (4° P)    |
| World Team Trophy |                |                |                |                |                |                |                |                |                |                |                | 4° S (3° P)    |                |                |
| GP = Grand Prix; JGP = Junior Grand Prix; J. = Categoria Junior; R = Ritirati S = Risultato della squadra; P = Risultato personale; Medaglie assegnate solo per il risultato della squadra. |                |                |                |                |                |                |                |                |                |                |                |                |                |                |